# Spécial Vaccination
Pour l’article homonyme, voir Spécial Pandémie.
Ne doit pas être confondu avec Vaccination ou Vaccination contre la Covid-19.
 (février 2025).
- Si vous ne connaissez pas le sujet, laissez ce bandeau (vous pouvez alors contacter les auteurs).
- Si vous supprimez le contenu mis en cause (vous pouvez préalablement contacter les auteurs),

argumentez précisément cette suppression dans la page de discussion
(un manque de référence n'est pas un argument ; une recherche réelle de référence doit avoir été effectuée, être formellement documentée).
Spécial Vaccination (South ParQ Vaccination Special en VO) est le deuxième épisode de la saison 24 de South Park et le 309e épisode de la série au total.
Le teaser ayant été dévoilé le 3 mars 2021, la première de l'épisode était le 10 mars 2021 sur Comedy Central, MTV et MTV2.
L'épisode aussi dure 47 minutes, il est lui aussi considéré comme un épisode spécial avec le Spécial Pandémie. L'épisode est d'ailleurs la suite de ce premier événement spécial.
Il est également un des épisodes de South Park les mieux notés et les plus vus de ces dernières années. L'épisode est l'épisode le plus regardé de la nuit et, en mars 2021, il est également la première émission télévisée du câble pour les jeunes adultes de l'année,.
À l'occasion, le K de South Park devient un Q pour parodier QAnon.

## Synopsis
Les adultes ne peuvent pas avoir accès à un vaccin pour se protéger de la Covid-19, à la suite d'une mauvaise blague de Cartman et Kenny à Madame Nelson, Garrison revient à l'école depuis qu'il a perdu les élections pour remplacer cette dernière qui exige de se faire vacciner. Les élèves de la classe croyant que Kyle et Stan sont aussi dans le coup leur font la tête, la bande va devoir se racheter et promet d'apporter les vaccins au corps enseignant. Mais plus l'aventure avance, plus ils rendent compte qu'ils ne s'entendent plus autant qu'avant. Kenny est très affecté par cela, tandis que des adeptes de QAnon décident de propager leurs pensées sur le vaccin.

## Notes

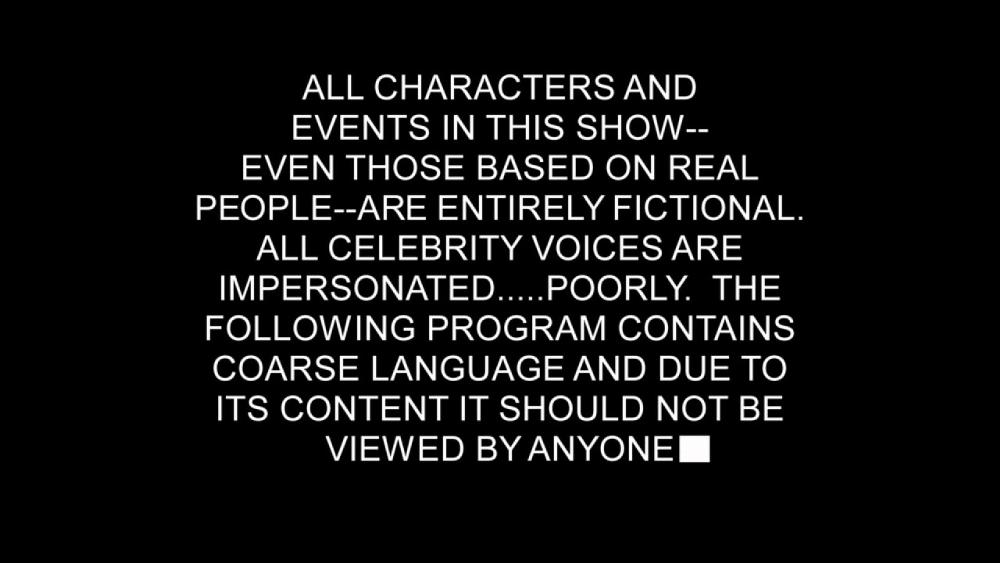
Message d'avertissement original de la série.